# Renate Bleibtreu
Renate Bleibtreu (* 29. November 1942 in Wien) ist eine österreichische Übersetzerin und Schauspielerin.

## Leben
Renate Bleibtreu, Tochter von Renato Attilio Bleibtreu, studierte an der Universität Hamburg Skandinavistik und an der Universität Stockholm Schwedisch. Sie wurde anschließend als Übersetzerin vor allem von schwedischer und dänischer Belletristik, Essays, Theaterstücken und Hörspielen bekannt. Daneben ist sie die Herausgeberin von Werken August Strindbergs oder von Ingmar Bergman. Außerdem ist sie neben ihrer Tätigkeit als Übersetzerin als Lektorin, Schauspielerin und Schauspielpädagogin tätig.
Renate Bleibtreu ist die Schwester der Schauspielerin Monica Bleibtreu, damit die Tante des Schauspielers Moritz Bleibtreu und lebt in Hamburg. 2009 machte sie das Voice-over für den Film Ladylike – Jetzt erst recht!, nachdem ihre Schwester Monica Bleibtreu verstorben war.
Sie ist Mitglied im Verband deutschsprachiger Übersetzer literarischer und wissenschaftlicher Werke, VdÜ.

## Auszeichnungen
- 1999: Förderpreis des Hamburger Senats
- 2001: Reisestipendium des Deutschen Übersetzerfonds

## Herausgeberschaft
- August Strindberg: Ich dichte nie, Frankfurt am Main 2000 (herausgegeben zusammen mit Wolfgang Butt)

## Übersetzungen
- Hans Christian Andersen: Peer im Glück. Fußreise von Holmens Kanal zur Ostspitze von Amager in den Jahren 1828 und 1829, Zürich 2005 (übersetzt zusammen mit Gisela Perlet)
- Ingmar Bergman: Im Bleistift-Ton, Frankfurt am Main 2000
- Magnus Dahlström: Eisenbürde, Frankfurt am Main 1993
- Magnus Dahlström: Der Schneidbrenner. Kidnapper, Frankfurt am Main 1993
- Anna-Karin Eurelius: Wahrheitsspiel, Mönkeberg 1988
- Erland Josephson: Spielräume, Berlin 1991
- Olof Lagercrantz: Strindberg und ich, Berlin 2012
- Lars Norén: Und gib uns die Schatten, Frankfurt am Main 1994
- Henry Parland: Zerbrochen, Berlin 2007
- Schlittenspur durch den Sommer, Heidelberg 2009
- August Strindberg: Gläubiger, Köln 1990
- August Strindberg: Glückspeters Reise, München 1989
- August Strindberg: Notizen eines Zweiflers, Berlin 2011
- August Strindberg: Das rote Zimmer, Zürich 2012
- August Strindberg: Tschandala, Frankfurt am Main 2001
- Szenographie, Bochum 1997

## Filmografie
- 1977: Neues aus Uhlenbusch (Fernsehserie)
- 1986: Storm, der Schimmelreiter, als Dorothea Storm (Fernsehfilm)